# Thomas Baker (aviador)
Thomas Charles Richmond Baker CVD, MM y Barra (2 de mayo 1897 - 4 de noviembre 1918) fue un soldado australiano, aviador, y el as de vuelo de la Primera Guerra Mundial. Nacido en Smithfield (Australia Meridional), era un deportista activo en su juventud y desarrolló un gran interés en la aviación. Fue contratado como empleado en el Banco de Nueva Gales del Sur, antes de alistarse en la fuerza imperial australiana en julio de 1915, para el servicio en la Primera Guerra Mundial alistado en una unidad de artillería en el frente occidental, fue galardonado con la Medalla Militar para llevar a cabo numerosas reparaciones en las línea de comunicaciones al mismo tiempo, en el cual estaba bajo fuego de artillería pesada. En junio de 1917, Baker fue galardonado con una medalla Barra, por sofocar un incendio en uno de los pozos de artillería de armas que estaba poniendo en peligro cerca de 300 rondas de explosivos y metralla alta.
En septiembre de 1917, Baker solicitó un puesto como mecánico en la Real Fuerza Aérea Australiana. En lugar de eso fue seleccionado para entrenamiento de vuelo, y fue enviado a cursos en Reino Unido. Se graduó como piloto y obtuvo el rango como segundo teniente en marzo de 1918. Publicado para el servicio activo en Francia que en junio, Baker se unió a las filas del Escuadrón No.4 de la RFAA. Durante los próximos cuatro meses, él se levantó a la fila del capitán y se le atribuye haber introducido un 12 aviones alemanes. Fue baleado y muerto el 4 de noviembre de 1918. En febrero de 1919, se le concedió a título póstumo la Cruz de Vuelo Distinguido.

## Primeros años
Thomas Charles Richmond Baker nació en Smithfield, un suburbio ubicado a las afueras de Adelaida, Australia Meridional, el 2 de mayo de 1897, el hijo mayor de Richmond Baker, un maestro de escuela y agricultor, y su esposa Martha Annie Gardner. Se educó en el Colegio de San Pedro, en Adelaida. Durante sus años escolares Baker fue un deportista activo, participando en el remo, el tenis y el fútbol, además de ser un miembro del cuerpo de cadetes. En su juventud, él adquirió un ávido interés en la aviación, y la construcción de modelos de aviones se convirtió en "su hobby principal". Se graduó de la escuela secundaria en 1914, obtuvo un empleo como vendedor con la rama de Adelaida del Banco de Nueva Gales del Sur. Durante este tiempo, se unió a los 11 ingenieros reales australianos de la Fuerza Militar de los ciudadanos.

## Primera Guerra Mundial

### Fuerza Imperial Australiana
El 29 de julio de 1915, Baker, se alistó en la fuerza imperial australiana para el servicio durante la Primera Guerra Mundial. Asignado como refuerzo a la Brigada de Artillería de Campaña sexto con el rango de artillero, se embarcó desde Melbourne a bordo del Persic HMAT el 22 de noviembre, con destino a Egipto. A su llegada, Baker se envió a la batería de 16 antes de pasar a Francia para el servicio en el frente occidental.  Tras desembarcar en Francia el 1 de julio de 1916, Baker participó en la Batalla de Somme.

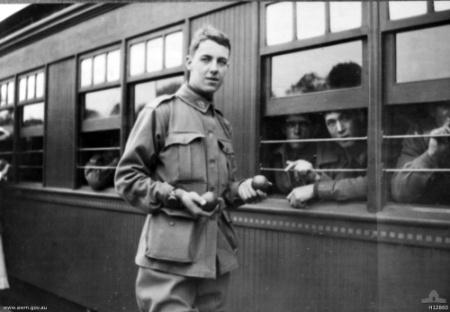
El artillero Thomas Baker a punto de abordar un tren desde Australia Meridional hacia Victoria para más entrenamiento militar.

El 11 de diciembre de 1916, Baker fue entablado combate con su unidad cerca de Gueudecourt. Durante la acción, fue destinado como telefonista con el equipo de observadores enviada hacia adelante para registrar la caída de la artillería y asegurar el rango para un bombardeo. Su posición en este tiempo estaba en una pendiente hacia adelante de la primera línea de Australia, que fue objeto de observación constante y la atención de los francotiradores alemanes. El intento de mantener las comunicaciones, Baker se aventuró a salir en cuatro ocasiones durante el trabajo, cada momento, sujeto a la descarga de artillería pesada de las fuerzas alemanas, y reparó la línea telefónica en treinta lugares separados. Como consecuencia de ello, la Batería 16 fue capaz de alinear su descarga de artillería y destruir las trincheras de los alemanes hacia adelante. Elogiado por su "gran valentía", así como "un buen servicio y... una gran devoción al deber", Baker fue galardonado con la Medalla Militar.  El anuncio de la decoración fue publicado en un suplemento de la Gaceta de Londres el 19 de febrero de 1917.
En 1917, la Batería 16 fue reubicado en el sector Messines de primera línea en Bélgica. El 16 de marzo, Baker fue ingresado en el hospital sufriendo de una enfermedad;.. Regresó a su unidad de seis días más tarde. Durante la tarde de 21 de junio, la posición de la unidad fue objeto de un bombardeo intenso de artillería, lo que resulta en una orden para evacuar a todos los hombres a los boxes de armas y buscar refugio. Como consecuencia del bombardeo, el camuflaje que cubre uno de los pozos de armas se incendió, poniendo en peligro a unos 300 rondas de explosivos y metralla alta. El sargento mayor de la batería inmediatamente llamó a los hombres para que le ayuden a sofocar el incendio, Baker y otros tres voluntarios. A pesar del continuo fuego de artillería, los cuatro hombres rápidamente se dispuso a recuperar el agua de un pozo cercano y shellholes con cubos "con gran riesgo personal", apagando el fuego. El camuflaje habían sido completamente destruidos, varias bolsas de arena se había incendiado, y un par de rondas de munición estaban carbonizados. Como resultado de sus acciones, tres compañeros de Baker fueron recomendados para la Medalla Militar, y Baker para una Barra (medalla). El anuncio de las decoraciones se promogulated en un suplemento de la Gaceta de Londres el 21 de agosto de 1917.

### Australia Flying Corps

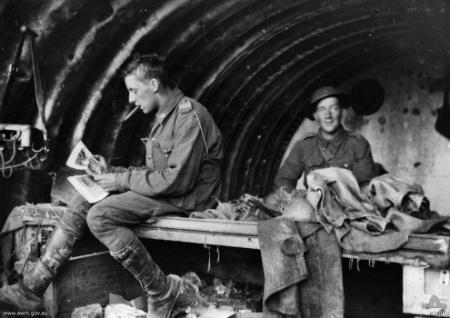
Gunners Baker y Harrison, de la batería 16 relajándose en un c dugout. 1916

En septiembre de 1917, Baker siguió a su ambición de unirse a la Australian Flying Corps y solicitó una transferencia a convertirse en un mecánico de aire cuando se presentó la oportunidad. Su aplicación tuvo éxito, a pesar de que fue seleccionado en lugar de convertirse en un piloto y se publicó para el entrenamiento de vuelo. Embarcarse en el Reino Unido el mes siguiente, fue enviado a No. 5 Escuadrilla de entrenamiento como piloto cadete de la aviación por su inicial de instrucciones. El 27 de marzo, Baker se graduó como piloto en el Australian Flying Corps y fue comisionado como segundo teniente;  había completado su primer vuelo en solitario a principios de ese mes. En mayo, fue enviado a un curso en el n º.. 2 Escuela de Combate aéreo y de artillería.
Baker, procedió en el extranjero a Francia el 15 de junio de 1918 y, al llegar al día siguiente, se envió al Escuadrón No. 4 de la RAAF como piloto de un Sopwith Camel. El 23 de junio, voló su primera salida operativa a través de las líneas alemanas; fue ascendido a teniente cuatro días después.  El 31 de julio, Baker fue uno de una formación de siete camellos encargados de llevar a cabo una patrulla alemana sobre el territorio controlado. El grupo cruzó hacia las líneas alemanas cerca de Nieppe Forrest, y voló hacia Estaires. Los camellos pronto interceptó una formación de siete D.VIIs Fokker, y la patrulla entera inmediatamente se sumergió en el avión alemán. En el cuerpo a cuerpo, Baker logró forzar una de las aeronaves hasta el suelo, con lo que anotó su primera victoria aérea.
A lo largo de agosto de 1918, el Escuadrón N º 4 "mantuvo un alto ritmo operacional" como los aliados lanzaron una nueva ofensiva en el frente occidental.  El 7 de agosto, Baker y otras dos personas despegó del aeródromo de su escuadrón en Reclinghem;. Las tres máquinas llevaban una pesada carga de bombas. Airborne sobre Pont-du-Hem, el trío lanzó sus bombas sobre palanquillas alemanes en la zona, antes de dos manchas Albatros D.Vs. Los australianos tres se acercaban a las dos aeronaves. Baker, contrató a un Albatros, su fuego cortando el ala izquierda de la aeronave, destruyendo la máquina. Nueve días más tarde, una formación de 65 aviones fue montado desde el N º 88 Escuadrón de la RAF, N º 92 Escuadrón de la RAF, No. 2 Escuadrilla AFC y N º 4 de Baker AFC Escuadrón de ejecutar un ataque masivo en el aeródromo alemán en Haubourdin. La flota de aviones estaba equipado con una gama de bombas incendiarias y explosivas, además de munición de ametralladora. Liderados por el capitán Harry Cobby, el avión de Escuadrón N º 4 fueron los primeros en barrer hacia abajo y el asalto al objetivo. En un momento dado, Baker persigue un coche personal hasta que el vehículo corrió hacia un terraplén y volcó. Más tarde se informó que "Nadie salió del coche". El ataque, que fue el mayor ataque aéreo de las fuerzas aliadas de esa fecha, fue todo un éxito;. Estimaciones británicos llegó a la conclusión de que 37 aviones alemanes habían sido destruidas.

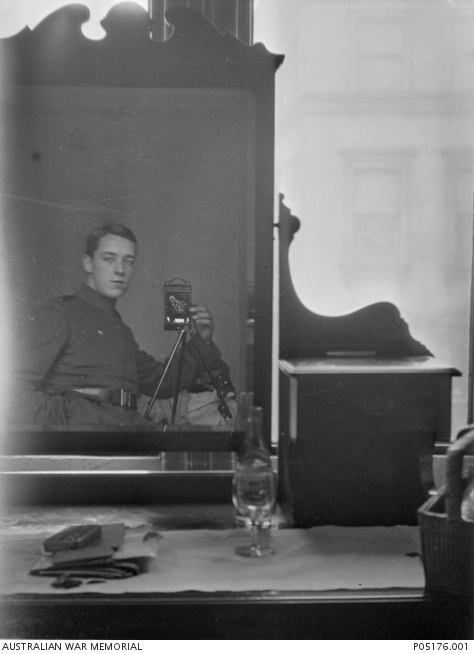
Autorretrato de Thomas Baker tomado con una cámara Kodak usando su reflejo en un espejo de la cómoda

El 19 de agosto, Baker lideró una patrulla de seis aviones más de Lys. Cinco días más tarde, se derribó un globo alemán durante una misión en solitario con mal tiempo, logrando su tercera victoria aérea. En la madrugada del 30 de agosto, Baker se quitó en una salida con los tenientes Elwyn King y Ramsay Oscar. Durante Laventie, el trío se encontró con tres C.Vs DFW;. Baker y King dispuestos cada uno de uno de los aviones. Baker recibió "dos semanas de licencia en el Reino Unido a principios de septiembre. A finales de ese mes., No. 4 escuadrilla se trasladó a Serny y fue poco después de re-equipado con el Sopwith Snipe. En el momento de la conversión, Baker había logrado volar estatus as en el Sopwith Camel, después de haber sido acreditado con el derribo de seis aviones alemanes a principios de octubre.
Baker fue ascendido a capitán temporal e hizo un comandante de vuelo en el Escuadrón N º 4 del 24 de octubre. Dos días más tarde, Baker y el teniente Thomas Barkell encabezó una formación de nueve Snipes. Cuando la patrulla se acercó Tournai en la tarde, se interceptó a un grupo de 15 D.VIIs Fokker. Los Snipes barrió hacia los aviones alemanes, y Baker intentó participar el líder de la formación, pero las ametralladoras en su Snipe atascado. Él trajo en su avión para un segundo intento, y logró disparar el Fokker abajo fuera de control. En total, los australianos destruido cinco de los Fokker antes de la contratación terminado.
El 28 de octubre, Baker fue acreditado con la destrucción de otros tres aviones alemanes de dos patrullas separadas en Bélgica ese día. Durante la segunda excursión, él trajo un Fokker abajo fuera de control, antes de disparar el otro hacia abajo sobre Ath. Él estaba en el aire otra vez contra una patrulla ofensiva al día siguiente. Quince Snipes del Escuadrón N º 4 se detallan para la patrulla, y como el partido se acercaba Tournai se encontraron con unos 60 aviones Fokker ya comprometidos con aviones británicos varios. Baker lideró a cinco de los Snipes en el asalto, pero la confusión reinó durante varios minutos antes de que los hombres pudieran ganar sus puntos de referencia en la lucha. Panadero asaltado dos Fokker que habían estado persiguiendo otro Snipe, y fue capaz de destruir una de las aeronaves. El 30 de octubre, la "actividad considerable" se observó en el aeródromo alemán en Rebaix, y una formación de aviones desde el N º 2 Escuadrón se detallan a bombardear la zona, una escolta de once Snipes-incluyendo Baker-de Escuadrón N º 4 fue proporcionada. A medida que el bombardeo estaba teniendo lugar, varios aviones Fokker aparecieron y fueron interceptados por los Snipes. En la batalla, Baker críticamente dañado uno de los Fokker, lo que resulta en el avión cayendo hacia el suelo cola-por primera vez en la espalda. El Fokker demostró ser duodécimo de Baker, y la victoria final, aérea de la guerra. Tenía marcó sus últimos cinco victorias en un período de tres días.
El 4 de noviembre de 1918, la totalidad de Wing N º 80 de la RAF Escuadrón N º 4, que formaba parte-llevó al cielo en un esfuerzo por "hostigar la retirada alemana en el camino Leuze-Ath" y bombardear el aeródromo a la al este de Leuze. Una formación de Snipes Sopwith de Escuadrón N º 4 se había utilizado como escolta cuando el asalto inicial se llevó a cabo, a continuación, para proteger a los bombarderos mientras regresaban a las líneas aliadas. Sin embargo, cuando los australianos habían ejecutado el último deber, fueron perseguido por una patrulla de doce Fokker. Después de ver a los terroristas fuera de los Snipes se dio la vuelta para hacer frente a los aviones alemanes. La batalla se prolongó durante dos o tres minutos antes de desaparecer. A medida que los Snipes reagrupado, descubrieron que tres pilotos habían desaparecido;. Baker, fue uno de los tres. Baker y su compañero as teniente Arthur Palliser se registraron inicialmente como desaparecidas, pero posteriormente se descubrió que han sido víctimas de Rittmeister Karl Bolle durante la batalla.

## Legado

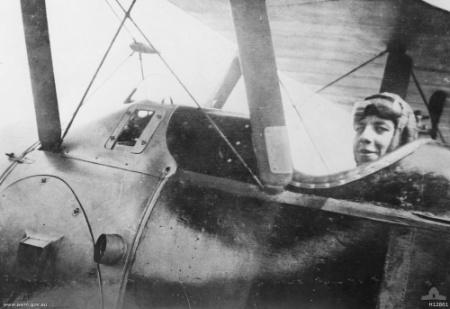
El capitán Thomas Baker sentado en la cabina de un Sopwith Camel

Descrito como "el piloto más valiente... y... un piloto muy por encima de la media" por uno de los hombres de su escuadrón,  Baker fue enterrado en el cementerio comunal Escanaffles, Bélgica. Sus victorias aéreas fueron desglosa como siete aviones y un globo destruido con un adicional de cuatro aviones impulsados por fuera de control, haciéndole No. 4 cuarto más alto del Escuadrón as marcador a Harry Cobby, Elwyn King y Edgar McCloughry. Una vidriera ventana en la iglesia de San Juan de Inglaterra en Adelaide está dedicado a su memoria.
El 8 de febrero de 1919 la London Gazette llevó la póstuma anuncio de la concesión de la Cruz de vuelo Distinguido de Thomas Baker, que dice:

 Ministerio del Aire, 08 de febrero 1919.
Su Majestad el Rey ha sido amablemente complace en otorgar los premios mencionados a los oficiales y soldados de la Fuerza Aérea Real, en reconocimiento de la galantería en las operaciones de vuelo contra el enemigo: -
[...]
Condecorado con la Cruz de Vuelo Distinguido.
[...]
Teniente. Thomas Charles Richmond Baker, M. M. (Australian F.C.). (FRANCIA)

Este oficial ha llevado a cabo unos cuarenta asaltos volando bajo sobre las tropas enemigas, aeródromos, etc, y ha participado en numerosas patrullas ofensivas, sino que tiene, además, destruyó ocho máquinas hostiles. En todas estas operaciones se ha mostrado iniciativa excepcional y el guion, no dudan en llevar a su formación ante las circunstancias, ni la reducción de incurrir en peligro personal.